# 道の駅つくで手作り村
道の駅つくで手作り村（みちのえき つくでてづくりむら）は、愛知県新城市作手清岳にある国道301号の道の駅である。

## 施設
- 駐車場
  - 普通車：72台
  - 大型車：2台
  - 身障者用駐車場：2台
- トイレ
  - 男：大・小
  - 女：
  - 身障者用：
- 公衆電話
- 情報・観光案内コーナー
- レストラン「味彩館」
- 農産物直売所「山家市」

### 管理団体
有限会社つくで手作り村

## 休館日
- 毎週木曜日（祝日の場合は営業)
- 年末年始

## アクセス
- 国道301号 - 登録路線

## 周辺
- 亀山城
- 甘泉寺（高野槇の巨樹で有名）
- 善福寺
- 鬼久保ふれあい広場
- ヨコタ博物館
- 新城市Sバス作手線 つくで手作り村バス停